# Pfeffikon
Pfeffikon (toponimo tedesco) è una frazione di 725 abitanti del comune svizzero di Rickenbach, nel distretto di Sursee (Canton Lucerna).

## Geografia fisica
Pfeffikon si trova nell'alta valle della Wyna.

## Storia

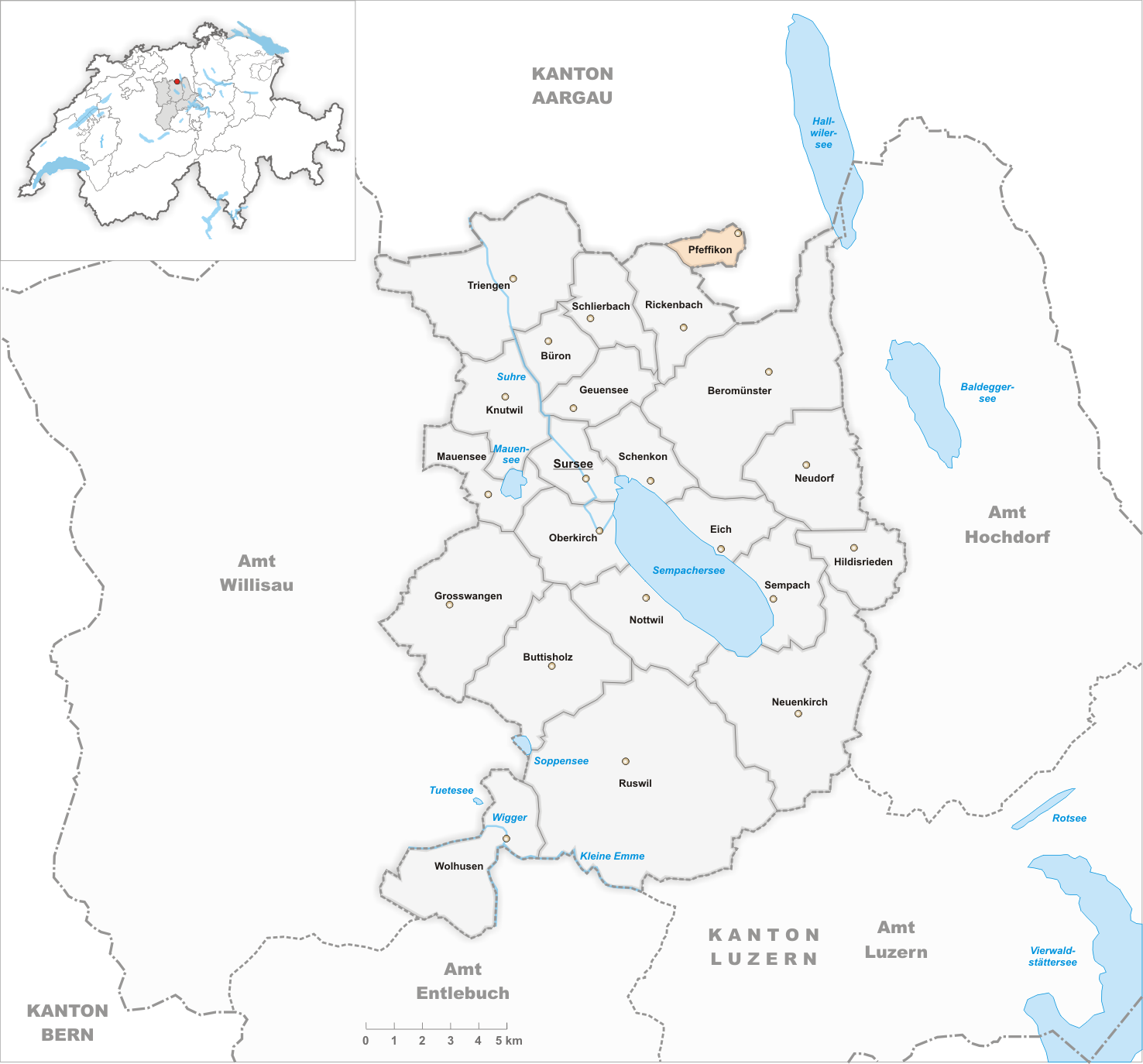
Il territorio del comune di Pfeffikon prima degli accorpamenti comunali del 2013

Già comune autonomo che si estendeva per 2,49 km², il 1º gennaio 2013 è stato accorpato a quello di Rickenbach.

## Monumenti e luoghi d'interesse
- Chiesa parrocchiale cattolica di San Maurizio, attestata dal 1045 e ricostruita nel 1524 e nel 1680-1684[1].

## Società

### Evoluzione demografica
L'evoluzione demografica è riportata nella seguente tabella:
Abitanti censiti

## Economia
L'economia locale si basa prevalentemente sul settore secondario.